# Николай Канава
Николай Канава (XII век — 8 февраля 1204, Константинополь) — избран византийским императором во время Четвёртого крестового похода 25 или 27 января 1204 года сенатом, священниками и толпой Константинополя в оппозицию соимператорам Исааку II и Алексею IV. Николай был молодым дворянином (вероятно, родственником императоров из династии Ангелов), который был выбран из нескольких кандидатов. Хотя он был избран народом, он отказался занять высокую должность и нашёл убежище в святилище собора Святой Софии. Алексей V Дука, который сверг императоров Исаака II и Алексея IV, предложил ему видную должность при собственном дворе, однако Николай категорически отверг это предложение. После этого, 8 февраля императора Николая Канаву вытащили из церкви, в которой он спасался, и задушили на мраморных ступенях собора Святой Софии.
Его современник историк Никита Хониат описал Николая Канаву как доброго, кроткого и умного человека.